# Championnat de France de football de quatrième division 2025-2026
Navigation
National 2 2024-2025 National 2026-2027
Le Championnat de France de football de National 2 2025-2026 est la 33e édition du Championnat de France de football de National 2.
Le quatrième niveau du championnat oppose quarante-huit clubs français répartis en trois groupes de seize clubs, en une série de trente rencontres jouées durant la saison de football entre le 16 août 2025 et le 18 mai 2026.
Les premières places de chaque groupe permettent de monter dans la Ligue 3, future division professionnelle qui sera mise en place lors de la saison suivante, et qui remplacera le championnat de National. Les deux dernières places de chaque groupe ainsi que les deux moins bons 14e sont synonymes de relégation en National 3.

## Décisions administratives
Changement de nom
- La Roche VF devient le VFC La Roche-sur-Yon[3].
- Le Wasquehal Football devient le Wasquehal Football Club.

Rétrogradations
Le 20 mai 2025, la DNCG sanctionne le Bergerac Périgord FC d'une exclusion des championnats nationaux. Le 1er juillet, le club annonce ne pas faire appel et accepte sa rétrogradation vers le niveau régional.

Ce même 20 mai, Marignane-Gignac-Côte Bleue se voit rétrogradé d'une division, soit le National 3 et confirmé en appel le 1er juillet avant d'être finalement doublement rétrogradé en R1 le 16 juillet par la DNCG.

Le 27 mai, deux clubs sont sanctionnés d'une rétrogradation en N3 : l'AS Beauvais Oise et le FC Balagne. En appel, la sanction envers le FC Balagne est confirmée tandis que celle de l'AS Beauvais est annulée. 

Le 11 juin, le Stade poitevin FC est, à son tour, rétrogradé d'une division (N2 vers N3) mais finalement maintenu en appel le 3 juillet.

De plus, le Bourg-en-Bresse 01 est rétrogradé administrativement de N1 en N2 le 11 juin mais finalement maintenu en appel le 3 juillet tandis que le Nîmes Olympique, relégué sportivement en N2, se voit exclure des compétitions nationales le 24 juin mais est finalement réintégré en appel le 15 juillet.

Le 4 juillet, le FC Martigues, relégué sportivement en N1, se voit exclure des compétitions nationales par la DNCG et confirmé en appel le 15 juillet. De ce fait, La Berrichonne de Châteauroux est repêchée en National 1.

Repêchages
À la suite de la rétrogradation du Marignane-Gignac-Côte Bleue FC, du Bergerac PFC et du FC Balagne, ainsi que l'exclusion du FC Martigues, les trois clubs ayant fini 14e de leur poule lors de la saison précédente sont repêchés : le Wasquehal FC, l'US Granville et le GOAL FC ainsi que le meilleur 15e, l'Olympique de Saumur.

## Participants

### Nouveaux clubs
- 1 club relégué de National :
  - La Berrichonne de Châteauroux (16e) (repêché en National)
  - Nîmes Olympique (17e)

- Les 10 clubs promus de National 3 :

| Groupe | Clubs                          |
| ------ | ------------------------------ |
| A      | Aviron bayonnais FC            |
| B      | FC Chauray                     |
| C      | FC Lorient rés.                |
| D      | FC Borgo                       |
| E      | FC Dieppe                      |
| F      | FC Montlouis                   |
| G      | US Lusitanos Saint-Maur        |
| H      | SR Colmar                      |
| I      | FC Limonest Dardilly St-Didier |
| J      | FC Rousset SVO                 |

### Localisation des clubs
| \| USA SCL STP FCC FCL VCH DLF OLS VLR LHV USM FCM USG AFC GDB ABA BOF SPH BLF ASB ASC FCC EFA USC UST FRH SAS FCD SRC WFC ASF FCB ABF ASC EFC RCG HFC NOL GFA FCL FCR GFC SCT IFC ASP \| Localisation des clubs engagés en championnat de National 2. |
| USA SCL STP FCC FCL VCH DLF OLS VLR LHV USM FCM USG AFC GDB ABA BOF SPH BLF ASB ASC FCC EFA USC UST FRH SAS FCD SRC WFC ASF FCB ABF ASC EFC RCG HFC NOL GFA FCL FCR GFC SCT IFC ASP                                                                    |

| \| F93 USC USL \| Zoom sur la région parisienne |
| F93 USC USL                                     |

| Groupe A | Groupe B | Groupe C |
| --- | --- | --- |
| - ABA : Aviron Bayonnais FC - AFC : Angoulême Charente FC - DLF : Dinan-Léhon FC - FCC : FC Chauray - FCL : FC Lorient² - FCM : FC Montlouis - GDB : FC Girondins de Bordeaux - LHV : Les Herbiers VF - OLS : Olympique de Saumur FC - SCL : SC Locminé - STP : Stade poitevin FC - USA : US Avranches MSM - USG : US Granville - USM : US St-Malo - VCH : Voltigeurs de Châteaubriant - VLR : VFC La Roche | - ASB : AS Beauvais - ASC : ASC Biesheim - ASF : AS Furiani - BLF : Blois Foot - BOF : Bourges Foot - FCB : FC Borgo - FCC : FC Chambly - FCD : FC Dieppe - EFA : Entente Feignies-Aulnoye - FRH : FR Haguenau - SAS : SAS Épinal - SPH : St-Pryvé St-Hilaire FC - SRC : SR Colmar - USC : US Chantilly - UST : US Thionville Lusitanos - WFC : Wasquehal FC | - ABF : Andrézieux-Bouthéon FC - ASC : AS Cannes - ASP : AS St-Priest - EFC : EFC Fréjus St-Raphaël - F93 : FC 93 - FCL : FC Limonest DSD - FCR : FC Rousset - GFA : GFA Rumilly-Vallières - GFC : GOAL FC - HFC : Hyères FC - IFC : Istres FC - NOL : Nîmes Olympique - RCG : RC Pays de Grasse - SCT : SC Toulon - USC : US Créteil-Lusitanos - USL : US Lusitanos St-Maur |

## Championnat

### Légende
- Légende des tableaux de classement

Promotion en Ligue 3 2026-2027
- 1er : promotion

Relégation en  National 2 2026-2027
- 14e : relégué sous conditions[Note 1]
- 15e et 16e : relégation

Abréviations
- R : Relégué de National 2024-2025
- P : Promu de National 3 2024-2025

### Groupe A

#### Clubs participants
| Nom du club                 | Ville               | En N2 depuis | Classement 2024-2025   | Stade                      | Capacité |
| --------------------------- | ------------------- | ------------ | ---------------------- | -------------------------- | -------- |
| Angoulême CFC               | Angoulême           | 2019         | 6e du groupe A         | Stade Camille-Lebon        | 6 500    |
| Aviron bayonnais            | Bayonne             | 2025         | 1er National 3 (gr. A) | Stade Didier Deschamps     | 3 500    |
| Dinan Léhon FC              | Dinan               | 2023         | 10e du groupe B        | Stade du Clos Gastel       | 2 000    |
| FC Chauray                  | Chauray             | 2025         | 1er National 3 (gr. B) | Stade municipal de Chauray | 500      |
| FC Girondins de Bordeaux    | Bordeaux            | 2024         | 4e du groupe B         | Stade Atlantique           | 42 115   |
| FC Lorient rés.             | Lorient             | 2025         | 1er National 3 (gr. C) | Espace FCL                 | 300      |
| FC Montlouis                | Montlouis-sur-Loire | 2025         | 1er National 3 (gr. F) | Stade Eugène Cholet        | 500      |
| Olympique de Saumur         | Saumur              | 2022         | 15e du groupe B        | Stade des Rives du Thouet  | 3 000    |
| SC Locminé                  | Locminé             | 2024         | 7e du groupe B         | Stade du Pigeon Blanc      | 2 350    |
| Stade poitevin FC           | Poitiers            | 2024         | 13e du groupe B        | Stade Michel-Amand         | 6 000    |
| US Avranches                | Avranches           | 2024         | 9e du groupe B         | Stade René-Fenouillère     | 2 650    |
| US Granville                | Granville           | 2016         | 14e du groupe B        | Stade Louis-Dior           | 3 000    |
| US Saint-Malo               | Saint-Malo          | 2012         | 3e du groupe B         | Stade de Marville          | 2 350    |
| VFC La Roche-sur-Yon        | La Roche-sur-Yon    | 2023         | 5e du groupe B         | Stade Henri-Desgrange      | 9 653    |
| VHF Les Herbiers            | Les Herbiers        | 2018         | 2e du groupe B         | Stade Massabielle          | 5 000    |
| Voltigeurs de Châteaubriant | Châteaubriant       | 2020         | 11e du groupe B        | Stade de la Ville en Bois  | 3 000    |

- Club relégué de N1
- Club promu de N3

#### Classement
| Rang | Équipe                      | Pts | J | G | N | P | Bp | Bc | Diff |
| ---- | --------------------------- | --- | - | - | - | - | -- | -- | ---- |
| 1    | Angoulême CFC               | 3   | 1 | 1 | 0 | 0 | 3  | 0  | +3   |
| 2    | VHF Les Herbiers            | 3   | 1 | 1 | 0 | 0 | 2  | 0  | +2   |
| 3    | Stade poitevin FC           | 3   | 1 | 1 | 0 | 0 | 2  | 0  | +2   |
| 4    | Aviron bayonnais P          | 3   | 1 | 1 | 0 | 0 | 1  | 0  | +1   |
| 5    | VFC La Roche-sur-Yon        | 1   | 1 | 0 | 1 | 0 | 3  | 3  | 0    |
| 6    | SC Locminé                  | 1   | 1 | 0 | 1 | 0 | 3  | 3  | 0    |
| 7    | FC Montlouis P              | 1   | 1 | 0 | 1 | 0 | 1  | 1  | 0    |
| 8    | US Saint-Malo               | 1   | 1 | 0 | 1 | 0 | 1  | 1  | 0    |
| 9    | FC Chauray P                | 1   | 1 | 0 | 1 | 0 | 0  | 0  | 0    |
| 10   | FC Girondins de Bordeaux    | 1   | 1 | 0 | 1 | 0 | 0  | 0  | 0    |
| 11   | US Avranches                | 1   | 1 | 0 | 1 | 0 | 0  | 0  | 0    |
| 12   | US Granville                | 1   | 1 | 0 | 1 | 0 | 0  | 0  | 0    |
| 13   | Olympique de Saumur         | 0   | 1 | 0 | 0 | 1 | 0  | 1  | -1   |
| 14   | Voltigeurs de Châteaubriant | 0   | 1 | 0 | 0 | 1 | 0  | 2  | -2   |
| 15   | FC Lorient rés. P           | 0   | 1 | 0 | 0 | 1 | 0  | 2  | -2   |
| 16   | Dinan Léhon FC              | 0   | 1 | 0 | 0 | 1 | 0  | 3  | -3   |

Leader par journée
Lanterne rouge par journée

#### Résultats
| Résultats (▼dom., ►ext.)                                   | AFC | ABFC | DLFC | FCC | FCGB | FCL2 | FCM | OdS | SCL | SPFC | USA | USG | USSM | VFC | VHF | VdC |
| Angoulême CFC                                              |     | -    | 3-0  | -   | -    | -    | -   | -   | -   | -    | -   | -   | -    | -   | -   | -   |
| Aviron bayonnais                                           | -   |      | -    | -   | -    | -    | -   | -   | -   | -    | -   | -   | -    | -   | -   | -   |
| Dinan Léhon FC                                             | -   | -    |      | -   | -    | -    | -   | -   | -   | -    | -   | -   | -    | -   | -   | -   |
| FC Chauray                                                 | -   | -    | -    |     | -    | -    | -   | -   | -   | -    | -   | -   | -    | -   | -   | -   |
| FC Girondins de Bordeaux                                   | -   | -    | -    | -   |      | -    | -   | -   | -   | -    | 0-0 | -   | -    | -   | -   | -   |
| FC Lorient rés.                                            | -   | -    | -    | -   | -    |      | -   | -   | -   | -    | -   | -   | -    | -   | -   | -   |
| FC Montlouis                                               | -   | -    | -    | -   | -    | -    |     | -   | -   | -    | -   | -   | -    | -   | -   | -   |
| Olympique de Saumur                                        | -   | 0-1  | -    | -   | -    | -    | -   |     | -   | -    | -   | -   | -    | -   | -   | -   |
| SC Locminé                                                 | -   | -    | -    | -   | -    | -    | -   | -   |     | -    | -   | -   | -    | -   | -   | -   |
| Stade poitevin FC                                          | -   | -    | -    | -   | -    | 2-0  | -   | -   | -   |      | -   | -   | -    | -   | -   | -   |
| US Avranches                                               | -   | -    | -    | -   | -    | -    | -   | -   | -   | -    |     | -   | -    | -   | -   | -   |
| US Granville                                               | -   | -    | -    | 0-0 | -    | -    | -   | -   | -   | -    | -   |     | -    | -   | -   | -   |
| US Saint-Malo                                              | -   | -    | -    | -   | -    | -    | 1-1 | -   | -   | -    | -   | -   |      | -   | -   | -   |
| VFC La Roche-sur-Yon                                       | -   | -    | -    | -   | -    | -    | -   | -   | 3-3 | -    | -   | -   | -    |     | -   | -   |
| VHF Les Herbiers                                           | -   | -    | -    | -   | -    | -    | -   | -   | -   | -    | -   | -   | -    | -   |     | -   |
| Voltigeurs de Châteaubriant                                | -   | -    | -    | -   | -    | -    | -   | -   | -   | -    | -   | -   | -    | -   | 0-2 |     |
| - Victoire à domicile - Match nul - Victoire à l'extérieur |     |      |      |     |      |      |     |     |     |      |     |     |      |     |     |     |

### Groupe B

#### Clubs participants
| Nom du club                  | Ville              | En N2 depuis | Classement 2024-2025   | Stade                       | Capacité |
| ---------------------------- | ------------------ | ------------ | ---------------------- | --------------------------- | -------- |
| AS Beauvais Oise             | Beauvais           | 2020         | 7e du groupe C         | Stade Pierre-Brisson        | 10 178   |
| AS Furiani-Agliani           | Furiani            | 2022         | 8e du groupe C         | Stade Erbajolo (Bastia)     | 2 000    |
| ASC Biesheim                 | Biesheim           | 2023         | 10e du groupe C        | Stade Municipal             | 2 000    |
| Blois Football 41            | Blois              | 2018         | 6e du groupe B         | Stade des Allées Jean-Leroi | 7 000    |
| Bourges Football Club        | Bourges            | 2020         | 8e du groupe B         | Stade Jacques-Rimbault      | 7 500    |
| Entente Feignies Aulnoye FC  | Feignies           | 2023         | 9e du groupe C         | Complexe Didier-Eloy        | 1 500    |
| FC Borgo                     | Borgo              | 2025         | 1er National 3 (gr. D) | Complexe sportif de Borgo   | 2 000    |
| FC Chambly Oise              | Chambly            | 2022         | 3e du groupe C         | Stade Walter-Luzi           | 4 500    |
| FC Dieppe                    | Dieppe             | 2025         | 1er National 3 (gr. E) | Stade Jean-Dasnias          | 3 100    |
| FR Haguenau                  | Haguenau           | 2018         | 11e du groupe C        | Parc des Sports             | 7 000    |
| Saint-Pryvé Saint-Hilaire FC | St-Pryvé-St-Mesmin | 2017         | 12e du groupe B        | Stade du Grand Clos         | 1 800    |
| SAS Épinal                   | Épinal             | 2024         | 12e du groupe C        | Stade de la Colombière      | 2 250    |
| SR Colmar                    | Colmar             | 2025         | 1er National 3 (gr. H) | Colmar Stadium              | 2 300    |
| US Chantilly                 | Chantilly          | 2024         | 13e du groupe C        | Stade des Bourgognes        | 2 400    |
| US Thionville Lusitanos      | Thionville         | 2024         | 4e du groupe C         | Stade de Guentrange         | 3 000    |
| Wasquehal FC                 | Wasquehal          | 2022         | 14e du groupe C        | Stade Lucien-Montagne       | 500      |

- Club relégué de N1
- Club promu de N3

#### Classement
| Rang | Équipe                       | Pts | J | G | N | P | Bp | Bc | Diff |
| ---- | ---------------------------- | --- | - | - | - | - | -- | -- | ---- |
| 1    | Bourges Football Club        | 3   | 1 | 1 | 0 | 0 | 3  | 2  | +1   |
| 2    | FC Chambly Oise              | 3   | 1 | 1 | 0 | 0 | 1  | 0  | +1   |
| 3    | SR Colmar P                  | 3   | 1 | 1 | 0 | 0 | 1  | 0  | +1   |
| 4    | SAS Épinal                   | 3   | 1 | 1 | 0 | 0 | 1  | 0  | +1   |
| 5    | FC Dieppe P                  | 3   | 1 | 1 | 0 | 0 | 1  | 0  | +1   |
| 6    | AS Beauvais Oise             | 1   | 1 | 0 | 1 | 0 | 1  | 1  | 0    |
| 7    | ASC Biesheim                 | 1   | 1 | 0 | 1 | 0 | 1  | 1  | 0    |
| 8    | Entente Feignies Aulnoye FC  | 1   | 1 | 0 | 1 | 0 | 1  | 1  | 0    |
| 9    | AS Furiani-Agliani           | 1   | 1 | 0 | 1 | 0 | 1  | 1  | 0    |
| 10   | FR Haguenau                  | 1   | 1 | 0 | 1 | 0 | 1  | 1  | 0    |
| 11   | Saint-Pryvé Saint-Hilaire FC | 1   | 1 | 0 | 1 | 0 | 1  | 1  | 0    |
| 12   | FC Borgo P                   | 0   | 1 | 0 | 0 | 1 | 2  | 3  | -1   |
| 13   | Blois Football 41            | 0   | 1 | 0 | 0 | 1 | 0  | 1  | -1   |
| 14   | US Chantilly                 | 0   | 1 | 0 | 0 | 1 | 0  | 1  | -1   |
| 15   | US Thionville Lusitanos      | 0   | 1 | 0 | 0 | 1 | 0  | 1  | -1   |
| 16   | Wasquehal FC                 | 0   | 1 | 0 | 0 | 1 | 0  | 1  | -1   |

Leader par journée
Lanterne rouge par journée

#### Résultats
| Résultats (▼dom., ►ext.)                                   | ASBO | ASFA | ASCB | BF41 | BFC | EFA | FCB | FCCO | FCD | FRH | SPSH | SAS | SRC | USC | USTL | WFC |
| AS Beauvais Oise                                           |      | -    | -    | -    | -   | -   | -   | -    | -   | -   | -    | -   | -   | -   | -    | -   |
| AS Furiani-Agliani                                         | -    |      | -    | -    | -   | -   | -   | -    | -   | -   | -    | -   | -   | -   | -    | -   |
| ASC Biesheim                                               | 1-1  | -    |      | -    | -   | -   | -   | -    | -   | -   | -    | -   | -   | -   | -    | -   |
| Blois Football 41                                          | -    | -    | -    |      | -   | -   | -   | -    | 0-1 | -   | -    | -   | -   | -   | -    | -   |
| Bourges Football Club                                      | -    | -    | -    | -    |     | -   | -   | -    | -   | -   | -    | -   | -   | -   | -    | -   |
| Ent. Feignies Aulnoye FC                                   | -    | -    | -    | -    | -   |     | -   | -    | -   | -   | -    | -   | -   | -   | -    | -   |
| FC Borgo                                                   | -    | -    | -    | -    | 2-3 | -   |     | -    | -   | -   | -    | -   | -   | -   | -    | -   |
| FC Chambly Oise                                            | -    | -    | -    | -    | -   | -   | -   |      | -   | -   | -    | -   | -   | -   | 1-0  | -   |
| FC Dieppe                                                  | -    | -    | -    | -    | -   | -   | -   | -    |     | -   | -    | -   | -   | -   | -    | -   |
| FR Haguenau                                                | -    | -    | -    | -    | -   | 1-1 | -   | -    | -   |     | -    | -   | -   | -   | -    | -   |
| Saint-Pryvé Saint-Hilaire FC                               | -    | 1-1  | -    | -    | -   | -   | -   | -    | -   | -   |      | -   | -   | -   | -    | -   |
| SAS Épinal                                                 | -    | -    | -    | -    | -   | -   | -   | -    | -   | -   | -    |     | -   | -   | -    | -   |
| SR Colmar                                                  | -    | -    | -    | -    | -   | -   | -   | -    | -   | -   | -    | -   |     | -   | -    | -   |
| US Chantilly                                               | -    | -    | -    | -    | -   | -   | -   | -    | -   | -   | -    | 0-1 | -   |     | -    | -   |
| US Thionville Lusitanos                                    | -    | -    | -    | -    | -   | -   | -   | -    | -   | -   | -    | -   | -   | -   |      | -   |
| Wasquehal FC                                               | -    | -    | -    | -    | -   | -   | -   | -    | -   | -   | -    | -   | 0-1 | -   | -    |     |
| - Victoire à domicile - Match nul - Victoire à l'extérieur |      |      |      |      |     |     |     |      |     |     |      |     |     |     |      |     |

### Groupe C

#### Clubs participants
| Nom du club              | Ville                 | En N2 depuis | Classement 2024-2025   | Stade                       | Capacité |
| ------------------------ | --------------------- | ------------ | ---------------------- | --------------------------- | -------- |
| Andrézieux-Bouthéon FC   | Andrézieux-Bouthéon   | 2016         | 11e du groupe A        | Envol Stadium               | 5 000    |
| AS Cannes                | Cannes                | 2023         | 2e du groupe A         | Stade Pierre-de-Coubertin   | 9 819    |
| AS Saint-Priest          | Saint-Priest          | 2024         | 7e du groupe A         | Stade Jacques-Joly          | 2 000    |
| ÉFC Fréjus Saint-Raphaël | Saint-Raphaël         | 2016         | 8e du groupe A         | Stade Louis-Hon             | 3 000    |
| FC 93 BBG                | Bobigny               | 2018         | 2e du groupe C         | Stade Auguste Delaune       | 500      |
| FC Limonest DSD          | Limonest              | 2025         | 1er National 3 (gr. I) | Stade Courtois-Fillot       | 2 000    |
| FC Rousset SVO           | Rousset               | 2025         | 1er National 3 (gr. J) | La Plaine Sportive          | 1 499    |
| GFA Rumilly Vallières    | Rumilly               | 2024         | 10e du groupe A        | Stade des Grangettes        | 1 500    |
| GOAL FC                  | Chasselay             | 2024         | 14e du groupe A        | Stade Ludovic Giuly         | 600      |
| Hyères FC                | Hyères                | 2010         | 5e du groupe A         | Stade Perruc                | 1 820    |
| Istres FC                | Istres                | 2024         | 9e du groupe A         | Stade Parsemain             | 12 500   |
| Nîmes Olympique          | Nîmes                 | 2025         | 17e de National        | Stade des Antonins          | 8 033    |
| RC Pays de Grasse        | Grasse                | 2017         | 4e du groupe A         | Stade de la Paoute          | 3 500    |
| SC Toulon                | Toulon                | 2020         | 3e du groupe A         | Stade de Bon Rencontre      | 7 679    |
| US Créteil-Lusitanos     | Créteil               | 2022         | 5e du groupe C         | Stade Dominique-Duvauchelle | 12 150   |
| US Lusitanos Saint-Maur  | Saint-Maur-des-Fossés | 2025         | 1er National 3 (gr. G) | Stade Adolphe-Chéron        | 3 500    |

- Club relégué de N1
- Club promu de N3

#### Classement
| Rang | Équipe                    | Pts | J | G | N | P | Bp | Bc | Diff |
| ---- | ------------------------- | --- | - | - | - | - | -- | -- | ---- |
| 1    | Andrézieux-Bouthéon FC    | 3   | 1 | 1 | 0 | 0 | 2  | 0  | +2   |
| 2    | Nîmes Olympique R         | 3   | 1 | 1 | 0 | 0 | 2  | 0  | +2   |
| 3    | ÉFC Fréjus Saint-Raphaël  | 3   | 1 | 1 | 0 | 0 | 2  | 1  | +1   |
| 4    | GOAL FC                   | 3   | 1 | 1 | 0 | 0 | 1  | 0  | +1   |
| 5    | Hyères FC                 | 3   | 1 | 1 | 0 | 0 | 1  | 0  | +1   |
| 6    | AS Cannes                 | 1   | 1 | 0 | 1 | 0 | 1  | 1  | 0    |
| 7    | US Créteil-Lusitanos      | 1   | 1 | 0 | 1 | 0 | 1  | 1  | 0    |
| 8    | FC 93 BBG                 | 1   | 1 | 0 | 1 | 0 | 1  | 1  | 0    |
| 9    | GFA Rumilly Vallières     | 1   | 1 | 0 | 1 | 0 | 1  | 1  | 0    |
| 10   | SC Toulon                 | 1   | 1 | 0 | 1 | 0 | 1  | 1  | 0    |
| 11   | US Lusitanos Saint-Maur P | 1   | 1 | 0 | 1 | 0 | 1  | 1  | 0    |
| 12   | RC Pays de Grasse         | 0   | 1 | 0 | 0 | 1 | 1  | 2  | -1   |
| 13   | Istres FC                 | 0   | 1 | 0 | 0 | 1 | 0  | 1  | -1   |
| 14   | AS Saint-Priest           | 0   | 1 | 0 | 0 | 0 | 0  | 1  | -1   |
| 15   | FC Rousset SVO P          | 0   | 1 | 0 | 0 | 1 | 0  | 2  | -2   |
| 16   | FC Limonest DSD P         | 0   | 1 | 0 | 0 | 1 | 0  | 2  | -2   |

Leader par journée
Lanterne rouge par journée

#### Résultats
| Résultats (▼dom., ►ext.)                                   | ABFC | ASC | ASSP | ÉFC | FC93 | FCL | FCR | GFA | GOAL | HFC | IFC | NO | RCPG | SCT | USCL | USL |
| Andrézieux-Bouthéon FC                                     |      | -   | -    | -   | -    | -   | -   | -   | -    | -   | -   | -  | -    | -   | -    | -   |
| AS Cannes                                                  | -    |     | -    | -   | -    | -   | -   | -   | -    | -   | -   | -  | -    | -   | -    | -   |
| AS Saint-Priest                                            | -    | -   |      | -   | -    | -   | -   | -   | -    | 0-1 | -   | -  | -    | -   | -    | -   |
| ÉFC Fréjus Saint-Raphaël                                   | -    | -   | -    |     | -    | -   | -   | -   | -    | -   | -   | -  | -    | -   | -    | -   |
| FC 93 BBG                                                  | -    | -   | -    | -   |      | -   | -   | -   | -    | -   | -   | -  | -    | 1-1 | -    | -   |
| FC Limonest DSD                                            | -    | -   | -    | -   | -    |     | -   | -   | -    | -   | -   | -  | -    | -   | -    | -   |
| FC Rousset SVO                                             | 0-2  | -   | -    | -   | -    | -   |     | -   | -    | -   | -   | -  | -    | -   | -    | -   |
| GFA Rumilly Vallières                                      | -    | -   | -    | -   | -    | -   | -   |     | -    | -   | -   | -  | -    | -   | -    | -   |
| GOAL FC                                                    | -    | -   | -    | -   | -    | -   | -   | -   |      | 1-0 | -   | -  | -    | -   | -    | -   |
| Hyères FC                                                  | -    | -   | -    | -   | -    | -   | -   | -   | -    |     | -   | -  | -    | -   | -    | -   |
| Istres FC                                                  | -    | -   | -    | -   | -    | -   | -   | -   | -    | -   |     | -  | -    | -   | -    | -   |
| Nîmes Olympique                                            | -    | -   | -    | -   | -    | 2-0 | -   | -   | -    | -   | -   |    | -    | -   | -    | -   |
| RC Pays de Grasse                                          | -    | -   | -    | 1-2 | -    | -   | -   | -   | -    | -   | -   | -  |      | -   | -    | -   |
| SC Toulon                                                  | -    | -   | -    | -   | -    | -   | -   | -   | -    | -   | -   | -  | -    |     | -    | -   |
| US Créteil-Lusitanos                                       | -    | -   | -    | -   | -    | -   | -   | 1-1 | -    | -   | -   | -  | -    | -   |      | -   |
| US Lusitanos Saint-Maur                                    | -    | 1-1 | -    | -   | -    | -   | -   | -   | -    | -   | -   | -  | -    | -   | -    |     |
| - Victoire à domicile - Match nul - Victoire à l'extérieur |      |     |      |     |      |     |     |     |      |     |     |    |      |     |      |     |

## Attribution du titre
Le titre de champion de France de National 2 est attribué à la meilleure des équipes premières de groupe. Ces équipes sont départagées par le rapport entre le nombre de points obtenus et le nombre de rencontres jouées, ayant opposé dans chaque groupe le premier avec tous les autres clubs de la poule.
En cas d'égalité, il est tenu compte :
1. de la différence de buts lors de ces rencontres,
2. du plus grand nombre de buts marqués,
3. du club ayant le moins de pénalité au titre du Carton Bleu,
4. en cas d'égalité dans tous ces critères, un tirage au sort départage les équipes.

| Rang | Équipe | Pts | J | G | N | P | Bp | Bc | Diff |
| ---- | ------ | --- | - | - | - | - | -- | -- | ---- |
| 1    |        |     |   |   |   |   |    |    |      |
| 2    |        |     |   |   |   |   |    |    |      |
| 3    |        |     |   |   |   |   |    |    |      |

- 1er : Champion

## Bilan de la saison
| Groupe de National 2 | Promus en Ligue 3 | Relégués en National 3 |
| -------------------- | ----------------- | ---------------------- |
| Groupe A             | *                 | * *                    |
| Groupe B             | *                 | * *                    |
| Groupe C             | *                 | * *                    |
| Total                | 3                 | 8                      |